# Agostino Bodrato
Agostino Bodrato (fl. XX secolo) è stato un calciatore italiano, di ruolo attaccante.

## Carriera
Con la Sampierdarenese disputa complessivamente 25 gare in massima serie segnando 5 reti tra la stagione 1923-1924 e la stagione 1926-1927.